# Phosphatosaurus
Phosphatosaurus — вимерлий рід крокодиломорфних дирозавридів. Він існував у ранньому еоцені, скам'янілості були знайдені в Північній Африці в Тунісі та Малі. Названий у 1955 році Phosphatosaurus є монотипним родом; типовий вид — P. gavialoides. Зразок був виявлений у Нігері, але його не можна класифікувати на видовому рівні.
Фосфатозавр тісно пов'язаний з крейдяним родом Sokotosuchus, який відомий у Нігері та Малі. Оскільки Phosphatosaurus відомий лише з місць палеогену, тісний зв’язок із Sokotosuchus означає, що існує довгий родовід-привид, що тягнеться до маастрихту, який невідомий у літописі скам’янілостей.
Фосфатозавр — великий дирозаврид, який оцінюється в 9 м у довжину з тупими зубами.